# روناسیان
روناسیان (نام علمی: Rubiaceae) تیره‌ای از گیاهان از راستهٔ گل‌سپاسی‌سانان (نام علمی: Gentianales) هستند.
روناسیان غالباً درختچه‌ای و گاهی درختی یا بالارونده یا علفی با حدود ۶۰۰ سرده و ۶۰۰۰ گونه که در مناطق گرم مرطوب بالاترین تنوع را دارند؛ آرایش برگ‌ها معمولاً متقابل با ظاهری فراهم است و گل‌هایشان معمولاً دوجنسی و جام و کاسه آن‌ها چهار تا پنج لَپی است و چهار تا پنج پرچم و دو برچه دارند.

## منابع

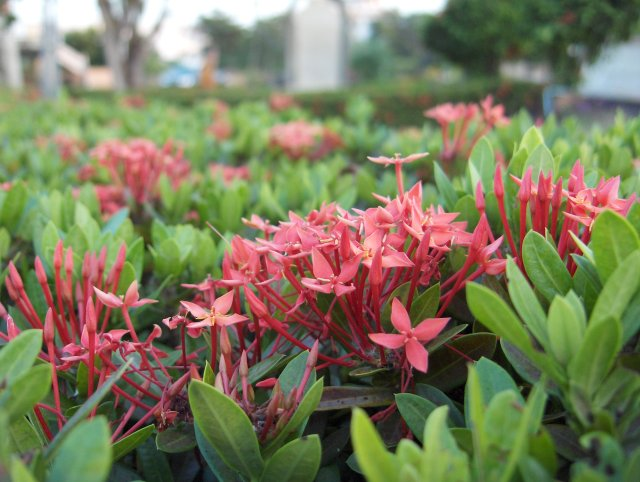
Pentas lanceolata